# 보비 먼슨
로버트 "바비 앨비스" 먼슨 (Robert "Bobby Elvis" Munson)은 미국 FX Networks 드라마 썬즈 오브 아나키에 등장하는 등장인물이다. 미국의 텔레비전 배우 마크 분 주니어가 분했다.